# NGC 3340
NGC 3340 је спирална галаксија у сазвежђу Секстант која се налази на NGC листи објеката дубоког неба.
Деклинација објекта је - 0° 22' 37" а ректасцензија 10h 42m 17,9s. Привидна величина (магнитуда) објекта NGC 3340 износи 12,9 а фотографска магнитуда 13,7. NGC 3340 је још познат и под ознакама UGC 5827, MCG 0-27-42, CGCG 9-101, PGC 31892.